# Posłowie na Sejm Śląski IV kadencji (1935–1945)
Posłowie na Sejm Śląski IV kadencji (od 24 września 1935 do 20 kwietnia 1939) – posłowie na Sejm Śląski wybrani 8 września 1935 roku. Złożyli ślubowanie poselskie 24 września 1935 roku.
Pierwsze posiedzenie odbyło się 24 września 1935 roku. Marszałkiem seniorem był Franciszek Urbańczyk (NChZP). Ostatnie posiedzenie odbyło się 20 kwietnia 1939 roku.
Podział mandatów:
| \| Ugrupowanie polityczne \| Ugrupowanie polityczne \| IX 1935 \| \| ---------------------- \| ------------------------------------------- \| ------- \| \| \| Narodowo-Chrześcijańskie Zjednoczenie Pracy \| 24 \| \| Razem \| Razem \| 24 \| | Podział 24 mandatów: Narodowo-Chrześcijańskie Zjednoczenie Pracy: 24 |         |
| Ugrupowanie polityczne | Ugrupowanie polityczne                                               | IX 1935 |
| | Narodowo-Chrześcijańskie Zjednoczenie Pracy                          | 24      |
| Razem | Razem                                                                | 24      |

## Prezydium Sejmu Śląskiego IV kadencji
| Poseł | Poseł                 | Funkcja                       | Klub                                        | Czas pełnienia funkcji | Czas pełnienia funkcji |
| Poseł | Poseł                 | Funkcja                       | Klub                                        | Od                     | Do                     |
| ----- | --------------------- | ----------------------------- | ------------------------------------------- | ---------------------- | ---------------------- |
|       | Karol Grzesik         | Marszałek Sejmu Śląskiego     | Narodowo-Chrześcijańskie Zjednoczenie Pracy | 24 września 1935(dts)  | 1939(dts) tr           |
|       | Włodzimierz Dąbrowski | Wicemarszałek Sejmu Śląskiego | Narodowo-Chrześcijańskie Zjednoczenie Pracy | 24 września 1935(dts)  | 1939(dts) tr           |
|       | Alojzy Kot            | Wicemarszałek Sejmu Śląskiego | Narodowo-Chrześcijańskie Zjednoczenie Pracy | 24 września 1935(dts)  | 1939(dts) tr           |

## Przynależność partyjna
Stan na początek kadencji:
| Narodowo-Chrześcijańskie Zjednoczenie Pracy                                                                                            | Narodowo-Chrześcijańskie Zjednoczenie Pracy                                                                             | Narodowo-Chrześcijańskie Zjednoczenie Pracy |
| --- | --- | --- |
| | | |
| - Włodzimierz Dąbrowski - Jan Dziuba - Franciszek Fesser - Emil Gajdas - Karol Gajdzik - Paweł Golaś - Adolf Grajcarek - Karol Grzesik | - Stefan Kapuściński - Tadeusz Karczewski - Adam Kocur - Jan Koj - Piotr Kolonko - Alojzy Kot - Jan Kotas - Paweł Kubik | - Józef Michalski - Antoni Olszowski - Karol Palarczyk - Bartłomiej Płonka - Józef Płonka - Józef Trojok - Franciszek Urbańczyk - Juliusz Zając |